# Woldemar von Klot

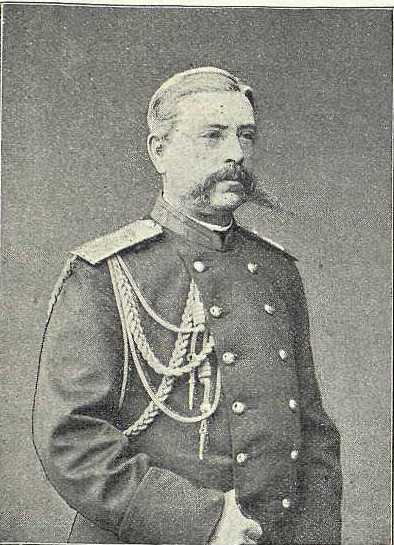
Wladimir Klot

Woldemar von Klot (russisch Влади́мир Андре́евич Клот Wladimir Andrejewitsch Klot; * 10. Oktoberjul. / 22. Oktober 1827greg. in Terebnja, Ujesd Borowitschskij, Gouvernement Nowgorod; † 23. Junijul. / 5. Juli 1888greg. in St. Petersburg) war ein russischer Generalleutnant und Flügeladjutant deutschbaltischer Abstammung.

## Leben

### Familie
Woldemar war Angehöriger des baltischen Adelsgeschlechts von Klot. Seine Eltern waren der russische Generalmajor Woldemar von Klot (* 1786) und Alexandra Samarin. Er vermählte sich mit Sophia Alexejewa Koslow. Aus der Ehe ging ein Sohn Andreas (1866–1907) hervor.

### Werdegang
Woldemar von Klot war im Russisch-Türkischen Krieg Kommandant der Kavallerie der Westarmee des Generals Gurko und nahm an dessen Balkan-Übergang und an der Schlacht von Plowdiw teil.

## Auszeichnungen
- Goldener Säbel mit Brilianten
- St.-Wladimir-Orden II. Klasse
- St.-Annen-Orden I. Klasse
- St.-Stanislaus-Orden I. Klasse
- St. Georgs-Orden III. Klasse